# Olivier Chastel
Pour les articles homonymes, voir Chastel.
Olivier Chastel, né le 22 novembre 1964 à Liège, est un homme politique belge, membre du Mouvement réformateur. Il est député européen depuis 2019.

## Biographie
Olivier Chastel, né le 22 novembre 1964 à Liège, est le fils d'un chirurgien au CHU de Charleroi et d'une pharmacienne. 
Il fait ses études primaires à l'École communale Cobaux. Sorti de l'Athénée Royal Ernest Solvay de Charleroi en 1982, Olivier Chastel obtient le diplôme de pharmacien à l'université libre de Bruxelles en 1987. 
Après s'être perfectionné quelques années dans le service de chimie analytique de l'Institut de pharmacie (ULB) dans lequel il était assistant - chercheur et pour lequel il est encore aujourd'hui collaborateur scientifique, c'est au sein du Laboratoire d'analyses Quality Assistance à Thuin, au sein duquel il était chef de service et responsable qualité, qu'il devient spécialiste en Assurance de Qualité. Ainsi, Olivier Chastel est aujourd'hui pharmacien d'industrie et expert - consultant auprès des laboratoires d'essais. 
Depuis 1998, outre une activité professionnelle devenue marginale et son engouement à pratiquer ses passions que sont le tennis et son élevage de Bouviers des Flandres, Olivier Chastel se consacre à la politique communale et à son mandat de ministre du Budget et de la Simplification administrative.  
Conseiller communal à Charleroi depuis 1993, succédant à l'avocat Eddy Stein, Olivier Chastel fait ses premières armes parlementaires en devenant député wallon en 1998, en remplacement d'Etienne Knoops. 
Quelques mois plus tard, il est investi pour conduire la liste libérale pour la Chambre des représentants dans l'arrondissement de Charleroi - Thuin et près de 12 000 électeurs lui ont fait confiance en juin 1999. Olivier Chastel siège notamment à la Commission de l'Infrastructure de la Chambre. Il a été membre de la commission SABENA et, en tant que Président de la commission des pétitions, a soutenu le travail des Médiateurs fédéraux dont la mission est de faciliter les rapports des citoyens avec l'administration. Avec 22 133 voix de préférence obtenu à l'occasion des élections législatives (mai 2003) sur la circonscription du Hainaut, Olivier Chastel a été élu vice-président de la Chambre des représentants.
De février à juillet 2004, Olivier Chastel exerce la fonction de ministre des Arts, des Lettres et de l'Audiovisuel.
Sur le plan communal, Olivier Chastel obtient plus de 17 000 voix de préférence lors des élections d'octobre 2006.
Au-delà de ces résultats électoraux, le MR participe également depuis le 4 décembre 2006 aux responsabilités de la ville de Charleroi avec la présence de deux échevins dans le collège communal. 
Olivier Chastel était également la tête de liste à la Chambre pour la province de Hainaut lors des élections législatives de juin 2007. 
Le MR hennuyer a récolté 199 859 voix, c’est 40 000 voix de plus que lors des élections de 2003. Le score du MR n’a donc jamais été aussi élevé en Hainaut avec 27 % des voix (soit une hausse de 5 %). Mais ces résultats exceptionnels ont également permis au MR de récolter un sixième siège à la Chambre des représentants. 
Olivier Chastel, avec ses 67 180 voix de préférence, a quant à lui multiplié par trois son score des élections fédérales de 2003. Il enregistre ainsi le meilleur score du MR à la Chambre après celui de Didier Reynders. 
Le 20 mars 2008, Oliver Chastel a été désigné secrétaire d’État aux Affaires européennes.
Aux élections européennes de juin 2009, Olivier Chastel (3e sur la liste emmenée par Louis Michel et Frédérique Ries) réalise un score de 74 616 voix de préférence. 
Lors des élections de juin 2010, Olivier Chastel est réélu à la Chambre des représentants. 
Après une présidence belge du Conseil de l'UE couronnée de succès, Olivier Chastel est devenu en février 2011 ministre de la Coopération au Développement, chargé des Affaires européennes, à la suite de l’élection de Charles Michel à la présidence du Mouvement réformateur.
Le 6 décembre 2011, Olivier Chastel devient ministre du Budget et de la Simplification administrative. Il poursuit ainsi son parcours au niveau fédéral. Charles Michel a d’ailleurs déclaré qu’avec Olivier Chastel au budget, le MR sera en première ligne pour mener l’assainissement budgétaire en réduisant le train de vie de l’État et en luttant contre les gaspillages.
Fort de son bilan en tant que ministre du Budget, Olivier Chastel reçoit la confiance de 41 921 Hainuyers aux élections fédérales de 2014. 153 304 électeurs ont fait confiance à la liste du MR soit une progression de 3,24 % et le gain d’un siège supplémentaire par rapport au scrutin de 2010.
Le MR est appelé à la table des négociations, fort du gain de 16 parlementaires supplémentaires dont 4 au niveau fédéral. Charles Michel scelle un accord de gouvernement avec la NVA, le CD&V et l'Open VLD et en devient le Premier ministre.
Après avoir été durant près de trois ans ministre fédéral du Budget, Olivier Chastel retrouve les bancs de La Chambre comme député fédéral. Il est élu en 2019 au Parlement européen et réélu en 2024.

## Carrière politique
- depuis 1993 : conseiller communal à Charleroi
- depuis juillet 2019 : député européen
- décembre 2006 - mai 2007 : 1er échevin à Charleroi (affaires économiques, emploi, marchés, commerce et économie sociale).
- 1991 - 1995 : Député suppléant de Daniel Ducarme (Chambre - arrondissement de Charleroi)
- 1995 - 1998 : 1er suppléant d'Etienne Knoops(Parlement wallon - arrondissement de Charleroi)
- 1998 - 1999 : député wallon et de la Communauté française (arrondissement de Charleroi)
- 1999 - juin 2003 : député fédéral (arrondissement de Charleroi - Thuin)
- juin 2003 - février 2004 : député fédéral (province de Hainaut), vice-président de la Chambre des représentants
- février 2004 - juillet 2004 : ministre des Arts, des Lettres et de l'Audiovisuel du gouvernement de la Communauté française Wallonie-Bruxelles
- juillet 2004 - mars 2008 : député fédéral (province de Hainaut), vice-président de la Chambre des représentants, commission : Infrastructure, Communications et Entreprises publiques
- mars 2008 : secrétaire d'État aux Affaires européennes
- février 2011 - décembre 2011 : ministre de la Coopération au développement, chargé des Affaires européennes
- décembre 2011 - octobre 2014 : ministre du Budget et de la Simplification administrative
- mai 2014 : réélu comme député fédéral
- mai 2019 : élu député européen
- juin 2024 : réélu député européen

## Distinctions
- Grand officier de l'ordre de Léopold en 2024[8].
- Commandeur de l'ordre de Léopold II en 2010
- Chevalier de l'ordre de la Croix de Terra Mariana (2008).
- Commandeur de la croix médiane avec l’étoile de l’ordre du Mérite de la république de Hongrie depuis septembre 2011.
- Commandeur de la grand-croix de l’ordre du Mérite civil du royaume d’Espagne depuis septembre 2011.